# Cantherhines pullus
Cantherhines pullus är en fiskart som först beskrevs av Camillo Ranzani 1842.  Cantherhines pullus ingår i släktet Cantherhines och familjen filfiskar. Inga underarter finns listade.